# Чікано-реп
Чікано-реп (англ. Chicano rap) - один із музичних піджанрів хіп-хопу, що з'явився в середовищі латиноамериканського населення заходу США та півночі Мексики внаслідок змішування латиноамериканського хіп-хопу та гангста-репу.

## Історія

### Виникнення жанру
Першим широко відомим виконавцем чікано-репу став Kid Frost, який започаткував жанр своїм альбомом Hispanic Causing Panic (1990).
Ще до цього кубинський репер Mellow Man ознаменував свій дебют у хіп-хопі синглом, у якому звучав речитатив англійською та іспанською мовами. Сингл був випущений у 1989 році. У своїх треках Mellow Man використав сленг латиноамериканського населення Лос-Анджелеса. Його вважають «хрещеним батьком» жанру. Його сингл «Mentirosa», заснований на рифах пісні «Evil Ways» чікано-рокера Карлоса Сантани, став платиновим. В 1991 Mellow Man, Kid Frost, A.L.T. і кілька інших реперів заснували групу Latin Alliance і випустили альбом; сингл з цього альбому - «Lowrider (On the Boulevard)» - став хітом. Поступово чикано-реп набував дедалі більшої популярності завдяки все новим і новим виконавцям цього жанру — A.L.T., A Lighter Shade of Brown та ін. Найбільш відомою чикано-групою стали Cypress Hill, хоча лідер «кипарисів» B-Real за походженням є мексиканцем. Cypress Hill на заході і Big Pun на сході стали «платиновими» виконавцями латиноамериканського гангста-репу. Популярність набув також дует Psycho Realm, створений братами Хоакіном Гонсалесом (Sick Jacken) та Густаво Гонсалесом (Big Duke).

### 1990-ті роки

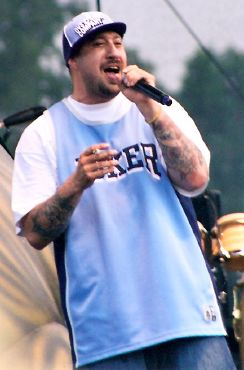
B-Real

У середині 1990-х репер Eazy-E сформував групу Brownside як латиноамериканську версію N.W.A. та поставив розвиток чікано-репу під контроль Ruthless Records. Протягом 1990-х у жанр проникають елементи народної мексиканської музики завдяки реперам Kemo the Blaxican і Sinful of the Mexicanz. У наш час найвідомішим представником такої синкретичної музики є колектив Akwid.

### Наш час
Один з найбільш широко визнаних чікано-реперів сьогодні — Lil Rob із Сан-Дієго, чий сингл «Summer Nights » став хітом навіть на радіостанціях, які не є постійними мовниками латиноамериканської музики.
Багато чікано-реперів у своїх текстах розповідають про умови життя в латиноамериканському гетто, а також історію Мексики. Чікано-реп має шанувальників як на заході США, а й у інших країнах, зокрема, у Японії. Хоча жанр і не є мейнстрімним, його виконавці - Mr. Criminal, B-Real та інші – відомі по всьому світу, а деякі елементи культури латиноамериканського гетто (лоурайдери, стиль одягу, татуювання) запозичуються багатьма представниками світової спільноти хіп-хопу.